# Гливий Сергій Володимирович
Сергі́́й Володи́мирович Гли́вий (нар. 17 травня 1972 — 10 березня 2015) — солдат Збройних сил України.

## Життєвий шлях
Народився в селі Червона Семенівка Хмельницької області, 1982 року переїхав з батьками до Новомиколаївки Скадовського району. Батько працював механізатором, мама дояркою. Закінчив Новомиколаївську ЗОШ, школярем грав у футбол за сільський клуб. Обрав професію механізатора — як батько; пройшов строкову армійську службу, по демобілізації працював трактористом у сільськогосподарському кооперативі.
Мобілізований у серпні 2014-го, водій БТР, старшина 95-ї окремої аеромобільної бригади. Воював на передовій в зоні бойових дій. 10 березня 2015-го під час доправлення військової техніки за місцем призначення загинув від отриманих тілесних ушкоджень — аварія сталася на 73 км траси Київ — Харків. В колоні з 8-ми одиниць один бронетранспортер «Saxon» перекинувся у кювет, інший — врізався у відбійник.
Без Сергія лишилися дружина та син.
13 березня 2015-го похований в Новомиколаївці.

## Вшанування
- нагороджений Почесною грамотою Житомирської міської ради за зразкове несення служби
- 12 лютого 2016-го в Новомиколаївці відкрито меморіальну дошку Сергію Гливому
- Почесний громадянин Скадовського району (18.3.2015, посмертно).